# モンテグリドルフォ
モンテグリドルフォ（伊: Montegridolfo）は、イタリア共和国エミリア＝ロマーニャ州リミニ県にある、人口約1,000人の基礎自治体（コムーネ）。

## 地理

### 位置・広がり
リミニ県南東部のコムーネ。ペーザロから西南西へ19km、サンマリノ市から東南東へ21km、県都リミニから南南東へ25kmの距離にある。

#### 隣接コムーネ
隣接するコムーネは以下の通り。括弧内のPUはペーザロ・エ・ウルビーノ県所属を示す。
- モンダイーノ
- サルデーチョ
- タヴッリア (PU)
- ヴァッレフォリア (PU)

### 気候分類・地震分類
モンテグリドルフォにおけるイタリアの気候分類 (it) および度日は、zona E, 2526 GGである。
また、イタリアの地震リスク階級 (it) では、zona 2 (sismicità media) に分類される。

## 行政

### 分離集落
モンテグリドルフォには、以下の分離集落（フラツィオーネ）がある。
- San Pietro, Trebbio, Ca'Fornaci, Ca'Baldo, Pozze

## 文化・観光
「イタリアの最も美しい村」クラブ加盟コムーネである。